# Phạm Hồng Thúy Vân
Thúy Vân (sinh ngày 6 tháng 10 năm 1993) là á hậu quốc tế, ca sĩ kiêm người mẫu, người dẫn chương trình, doanh nhân, giám khảo và diễn giả người Việt Nam, cô nổi danh sau khi xuất sắc đoạt danh hiệu Á hậu 3 tại Hoa hậu Quốc tế 2015. Trước đó, cô từng đoạt danh hiệu Á khôi 1 Hoa khôi Áo dài Việt Nam 2014Năm 2019, cô tham gia và đoạt danh hiệu Á hậu 2 Hoa hậu Hoàn vũ Việt Nam 2019.
Á hậu Thúy Vân từng là MC của cuộc thi Asia's Got Talent 2015, đồng thời đóng vai trò là host (chủ nhà/người dẫn chương trình) của Thương vụ bạc tỷ: Shark Tank Vietnam và Nhân tố bí ẩn.

## Tiểu sử
Phạm Hồng Thúy Vân sinh ngày 6 tháng 10 năm 1993 tại Thành phố Hồ Chí Minh. Cô theo học và tốt nghiệp khoa Thanh nhạc của Trường Cao đẳng Văn hóa Nghệ thuật Thành phố Hồ Chí Minh vào năm 2015. Năm 2018, cô tiếp tục theo học và hiện đã tốt nghiệp chuyên ngành Truyền thông chuyên nghiệp tại Trường Đại học RMIT Việt Nam.
Cô kết hôn với doanh nhân Vũ Hoàng Nhật (cháu ngoại của Giáo sư Hoàng Minh Giám) vào năm 2020. Cùng năm, họ chào đón con đầu lòng, tên là Vũ Nhật Tôn.

## Sự nghiệp sắc đẹp

### Hoa khôi Áo dài Việt Nam 2014
Năm 2014, Thúy Vân tham gia cuộc thi Hoa khôi Áo dài Việt Nam. Tại cuộc thi, cô có số đo hình thể là 84-60-90, chiều cao 1m72, cân nặng 50 kg. Đêm chung kết, Thúy Vân tỏa sáng và giành danh hiệu Á khôi 1 bên cạnh Hoa khôi Trần Ngọc Lan Khuê và Á khôi 2 Nguyễn Thị Lệ Quyên. Ngoài ra cô còn giành được giải phụ dành cho thí sinh có hình thể được cải thiện tích cực nhất cuộc thi. Với danh hiệu Á khôi 1, cô giành quyền đại diện cho Việt Nam tại cuộc thi Hoa hậu Quốc tế 2015.

### Hoa hậu Quốc tế 2015
Cuộc thi Hoa hậu Quốc tế 2015 được diễn ra tại Tokyo, Nhật Bản. Cô gây ấn tượng khi trình bày ca khúc "My Vietnam" tự sáng tác trong chuỗi hoạt động của cuộc thi. Trong đêm chung kết, Thúy Vân đã được xướng tên cho ngôi vị Á hậu 3 chung cuộc. Đây là thành tích tốt nhất mà một đại diện Việt Nam tại Hoa hậu Quốc tế từng đạt được cho đến năm 2024 khi Huỳnh Thị Thanh Thủy đăng quang. Phần thi ứng xử cũng đã giúp Thúy Vân lọt top thí sinh hậu có câu trả lời ứng xử hay nhất do chuyên trang sắc đẹp Missosology bình chọn và giải thí sinh được yêu thích nhất.

### Hoa hậu Hoàn vũ Việt Nam 2019
Năm 2019, Thúy Vân tham gia cuộc thi Hoa hậu Hoàn vũ Việt Nam và giành vị trí Á hậu 2 chung cuộc, đăng quang Hoa hậu là Nguyễn Trần Khánh Vân và Á hậu 1 là Nguyễn Huỳnh Kim Duyên. Trong suốt quá trình cuộc thi, cô đã có những phần thể hiện xuất sắc và giành chiến thắng các thử thách: "Đại sứ du lịch 4.0", "Tôi tỏa sáng", "Tôi khỏe đẹp quyến rũ". Thúy Vân cũng nhận được một loạt các giải thưởng phụ: Best Social Media, Best Interview, Best English Skill và Người đẹp truyền thông.

## Sự nghiệp kinh doanh
Ngày 10 tháng 7 năm 2019, Thúy Vân thành lập Công ty Trách nhiệm hữu hạn Nghệ thuật Cesium Entertainment với mục tiêu tạo ra những nội dung trên nền tảng số và quản lý tài năng. Cesium Entertainment chủ yếu tập trung sản xuất chương trình trò chuyện, trò chơi truyền hình, video âm nhạc, TVC (quảng cáo truyền hình). Hàng loạt các chương trình, các sản phẩm chất lượng "Made by Vân" được khán giả quan tâm đón nhận như: Tâm sự cùng Thúy Vân, video âm nhạc "Con sẽ không về", loạt video "Đám cưới Nhật Vân", vlog, loạt video "Hành trình ăn dặm", video âm nhạc "My Vietnam" phiên bản tiếng Việt,... Tính tới năm 2021, Cesium Entertainment đã có tổng cộng 13 kênh xã hội được xây dựng và phát triển. Đồng thời góp mặt trong nhiều dự án của các nhãn hàng lớn cũng như các đối tác truyền thông uy tín hàng đầu Việt Nam.

## Sự nghiệp nghệ thuật
Sau khi trở về Việt Nam với danh hiệu Á hậu Quốc tế, Thuý Vân đã tập trung phát triển sự nghiệp dẫn chương trình, nhờ kinh nghiệp dẫn dắt Asia's Got Talent trước đó mà Thuý Vân đã được tin tưởng giao cho cầm trịch hàng loạt chương trình lớn nhỏ, trong đó phải kể đến Nhân tố bí ẩn mùa 2, VTV gặp gỡ, Ai sẽ thành sao,... Nối tiếp thành công với con đường trở thành MC/Host, cô đảm nhận vai trò người dẫn chương trình cho chương trình truyền hình thực tế ăn khách về khởi nghiệp – Shark Tank Vietnam ở cả 3 mùa (2017, 2018, 2019).
Năm 2020, cô trở thành nhà sản xuất của chương trình trò chuyện Tâm sự cùng Thúy Vân, video âm nhạc "Con sẽ không về", series "Đám cưới Nhật Vân", vlog, series "Hành trình ăn dặm", MV "My Vietnam" phiên bản tiếng Việt.
Năm 2021, Thúy Vân cùng Minh Tú và Kỳ Duyên đảm nhiệm vai trò Huấn luyện viên cho cuộc thi Hoa hậu Thể thao Việt Nam 2021.
Năm 2022, Thúy Vân chính thức ra mắt với vai trò là một ca sĩ chuyên nghiệp, đồng thời là nhà sản xuất của video âm nhạc "Trái tim yêu thương".

## Di sản
Là người Việt Nam đầu tiên giành danh hiệu ở một cuộc thi sắc đẹp thuộc Tứ đại Hoa hậu, Thúy Vân thường được nhiều nhá báo đánh giá cao về khả năng ứng xử và trình độ ngoại ngữ của mình. Viết cho YAN News, tác giả Như Ngọc đã nhận xét "khả năng hùng biện trước đám đông bằng tiếng Anh của Á hậu Thúy Vân chưa bao giờ khiến người hâm mộ thất vọng" và đánh giá "ứng xử bằng tiếng Anh được xem là một trong những kỹ năng vô cùng quan trọng đối với những đại diện Việt Nam khi 'chinh chiến' ở đấu trường nhan sắc quốc tế. Cụ thể, đây không chỉ là phương thức thể hiện những quan điểm của bản thân, mà còn là cầu nối với các thí sinh khác và người hâm mộ. Dù chỉ dừng lại ở danh xưng Á hậu, song sự thông minh và ứng xử khéo léo của Thúy Vân chính là điều mà các đại diện nhan sắc cần học hỏi." Chuyên trang sắc đẹp Missosology đã liệt kê câu trả lời ứng xử của Thúy Vân tại Hoa hậu Quốc tế vào danh sách Bốn câu trả lời ứng xử hay nhất thế giới 2015, báo Zing News đã đưa tin lại cùng lời đánh giá "Khả năng nói tiếng Anh trôi chảy, diễn đạt ý nghĩa, súc tích là một trong những yếu tố giúp Thúy Vân đoạt danh hiệu Á hậu 3 Miss International."
Năm 2019, Thúy Vân ghi danh vào cuộc thi Hoa hậu Hoàn vũ Việt Nam 2019 với sự chú ý khá lớn của người hâm mộ các cuộc thi sắc đẹp và giành giải phụ Người đẹp truyền thông. Được nhiều khán giả và chuyên trang sắc đẹp dự đoán sẽ đăng quang ngôi vị hoa hậu vì "có nhiều kinh nghiệm tại các cuộc thi nhan sắc trong và ngoài nước, cách giao tiếp tự tin, lập luận chặt chẽ và khả năng nói tiếng Anh lưu loát", nhưng cuối cùng cô chỉ nhận về danh hiệu Á hậu 2. Tranh cãi đã nổ ra sau đêm chung kết, nhiều người cho rằng Thúy Vân đã bị các giám khảo Xuân Trang, Hương Giang, Thanh Hằng và Vũ Thu Phương chèn ép trong suốt quá trình thi, đặc biệt sau khi bà Xuân Trang thừa nhận Thúy Vân là thí sinh có điểm số cao nhất. Hoa hậu Hoàn vũ Việt Nam được khởi động trở lại vào năm 2022 với những tiêu chí mới của hoa hậu là người đẹp có phong thái, giỏi ứng xử, giỏi cả ngoại ngữ, làm chủ được sân khấu hay các kỹ năng trình diễn; các khán giả cho rằng chính từ những tranh cãi danh hiệu của Thúy Vân trong mùa thi trước đã khiến cho ban tổ chức phải thay đổi tiêu chí để chọn ra một người chiến thắng xứng đáng nhất.
Nam sinh duy nhất đạt điểm 10 môn Ngữ văn trong kỳ thi Trung học phổ thông quốc gia năm 2022 – Võ Tá Thành Minh – đã chia sẻ rằng mình ôn luyện bài vở qua việc lướt TikTok để tìm kiếm các câu nói truyền cảm hứng của những hoa hậu nổi tiếng. Trong những câu nói này, Thành Minh cực kỳ ấn tượng với câu nói của Phạm Hồng Thuý Vân: "Hãy dám ước mơ và tin vào giấc mơ của mình". Đây cũng chính là câu nói truyền cảm hứng, động lực để Thành Minh luôn nỗ lực, cố gắng mỗi khi bản thân chán nản hay muốn bỏ cuộc.

## Hoạt động từ thiện
Inspired by SHE là một quỹ phi lợi nhuận để giúp đỡ và hỗ trợ các cô gái trẻ, những người phụ nữ trong xã hội, sáng lập và điều hành bởi Á hậu Quốc tế 2015 – Phạm Hồng Thúy Vân. Inspired by SHE được tạo nên với tâm huyết và sứ mệnh vô cùng lớn lao. Một cộng đồng giúp đỡ, yêu thương đồng thời truyền cảm hứng cho nữ giới trở thành phiên bản hoàn hảo nhất của chính mình. Không những thế, quỹ Inspired by SHE còn là nơi khơi dậy niềm cảm hứng cho người phụ nữ dám đứng lên bảo vệ, theo đuổi ước mơ của mình. Trong suốt thời gian vừa qua, Inspired by SHE đã gặt hái được những thành công nhất định với các hoạt động trực tuyến và trực tiếp.
Inspired by SHE được biết đến với các dự án nổi bật như: Trao học bổng Trần Lâm – Trường Cao đẳng Phát thanh Truyền hình 2 (VOV), Thiện nguyện tại chùa Lâm Quang, Tặng nước rửa tay mùa COVID-19, Trao học bổng tại trường THPT Nguyễn Thị Minh Khai. Bên cạnh đó, các chuỗi hoạt động đã được Inspired by SHE triển khai tại trường Đại học Kinh tế – Luật TP. HCM với chủ đề: "Kỹ năng cần thiết, đủ ấn tượng khi viết CV", trường Đại học Luật TP. HCM với chủ đề: "Về môi trường làm việc – Kỹ năng quan trọng hay kiến thức"; trường Đại học Hoa Sen với chủ đề: "Unlock the Power of Your Voice – Khám phá sức mạnh của giọng nói" cùng nhiều hoạt động online khác trên các nền tảng mạng xã hội.
Với sứ mệnh của Inspired by SHE, dự án "Workshop Online" đang được triển khai từ tháng 9 năm 2021 mang niềm cảm hứng tới các trường Đại học trên cả nước. Đây là nơi chia sẻ kinh nghiệm, giúp các bạn trẻ tự tin hơn trong công việc và cuộc sống. Đưa ra những lời khuyên và giải pháp sau các buổi workshop, tạo nên một cộng đồng tích cực, mọi người cùng nhau giúp đỡ và hỗ trợ lẫn nhau.

## Danh sách đĩa nhạc
| Tựa đề bài hát        | Năm phát hành | Chú thích |
| --------------------- | ------------- | --------- |
| "My Vietnam"          | 2015          | [ 25 ]    |
| "Con sẽ không về"     | 2021          | [ 26 ]    |
| "Trái tim yêu thương" | 2022          | [ 27 ]    |

## Danh sách video

### Chương trình truyền hình
| Năm       | Tên chương trình                             | Vai trò          | Ghi chú   |
| --------- | -------------------------------------------- | ---------------- | --------- |
| 2015      | Asia's Got Talent                            | Dẫn chương trình |           |
| 2015      | Cười xuyên Việt                              | Giám khảo        | Khách mời |
| 2016      | Người hát tình ca                            | Giám khảo        | Khách mời |
| 2016      | Nhân tố bí ẩn                                | Dẫn chương trình |           |
| 2016      | Đón Tết cùng VTV                             | Dẫn chương trình |           |
| 2016      | Người mẫu Việt Nam: Vietnam's Next Top Model | Giám khảo        | Tập 6     |
| 2016      | Lễ hội Áo dài 2016                           | Dẫn chương trình |           |
| 2016      | Biệt đội phong cách                          | Giám khảo        |           |
| 2016      | How Do I Look? Asia                          | Cố vấn           |           |
| 2017      | Kiến tạo nhịp cầu                            | Dẫn chương trình |           |
| 2017      | Ai sẽ thành sao                              | Dẫn chương trình |           |
| 2017–2019 | Thương vụ bạc tỷ: Shark Tank Vietnam         | Dẫn chương trình |           |
| 2018      | Chinh phục hoàn mỹ                           | Giám khảo        |           |
| 2018      | Đấu trường võ nhạc                           | Dẫn chương trình |           |
| 2018      | Khúc hát se duyên                            | Dẫn chương trình |           |
| 2016–2020 | Giải Mai Vàng                                | Dẫn chương trình |           |
| 2020      | Vũ khúc ánh sáng                             | Dẫn chương trình |           |

### Phim điện ảnh
| Năm  | Tên phim      | Vai diễn  | Chú thích |
| ---- | ------------- | --------- | --------- |
| 2018 | Bao giờ hết ế | Thiên Kim | Vai chính |

### Cuộc thi sắc đẹp
| Năm  | Tên cuộc thi                  | Vai trò                    | Ghi chú           |
| ---- | ----------------------------- | -------------------------- | ----------------- |
| 2012 | Miss Teen Vietnam             | Thí sinh                   | Không đạt kết quả |
| 2014 | Hoa khôi Áo dài Việt Nam      | Thí sinh                   | Á khôi 1          |
| 2015 | Miss and Mister UEH           | Giám khảo                  |                   |
| 2015 | Hoa hậu Quốc tế               | Thí sinh/đại diện Việt Nam | Á hậu 3           |
| 2016 | Hoa khôi Áo dài Việt Nam      | Cố vấn                     |                   |
| 2017 | Hoa hậu Doanh nhân châu Á     | Giám khảo                  |                   |
| 2019 | Hoa hậu Bản sắc Việt Toàn cầu | Giám khảo                  |                   |
| 2019 | Hoa hậu Hoàn vũ Việt Nam      | Thí sinh                   | Á hậu 2           |
| 2022 | Hoa hậu Thể thao Việt Nam     | Giám khảo                  |                   |

## Diễn giả và các hoạt động xã hội
- Quỹ "Nắng" 2016 (Đại học Kinh tế - Luật TP. HCM)
- Smart Money SV
- Kiến tạo nhịp cầu
- HCM Run 2016 cùng với Tăng Thanh Hà và Phillip Nguyễn
- Iron Man (Iron Kid 2016) tại Đà Nẵng
- Quỹ Nam Phương
- Quỹ FFD 2015 và 2016
- Quỹ KOTO 2016
- Đại sứ Du lịch Nhật Bản 2016
- Inspired by SHE từ 2019 tôn vinh nữ quyền
- Nhân vật truyền cảm hứng của "Khát vọng Việt Nam" năm 2021
- Nhân vật truyền cảm hứng của "Người Việt Trẻ 2021"
- Đại sứ "Cyber S - Thế hệ S: An toàn và bình đẳng trên không gian mạng"
- Diễn giả chuỗi Workshop của Inspired by SHE năm 2021

## Thành tích

### Giải thưởng và đề cử
| Giải thưởng                | Năm  | Hạng mục                   | Kết quả   |
| -------------------------- | ---- | -------------------------- | --------- |
| Elle Beauty Awards         | 2019 | Best Body of The Year      | Đề cử     |
| Elle Style Awards          | 2016 | Gương mặt ấn tượng của năm | Đề cử     |
| Her World Young Achiever   | 2018 | Người dẫn chương trình     | Đoạt giải |
| Missosology's Choice Award | 2015 | —                          | Đoạt giải |

### Danh hiệu sắc đẹp
- Á khôi 1 Hoa khôi Áo dài Việt Nam 2014
  - Giải phụ: Thí sinh có vóc dáng cải thiện tích cực nhất
- Á hậu 3 Hoa hậu Quốc tế 2015
- Á hậu 2 Hoa hậu Hoàn vũ Việt Nam 2019
  - Giải phụ:
    - Thắng thử thách "Đại sứ du lịch 4.0"
    - Thắng thử thách "Tôi tỏa sáng"
    - Thắng thử thách "Tôi khỏe đẹp quyến rũ"
    - Best English Skill
    - Người đẹp Truyền thông